# California High-Speed Rail

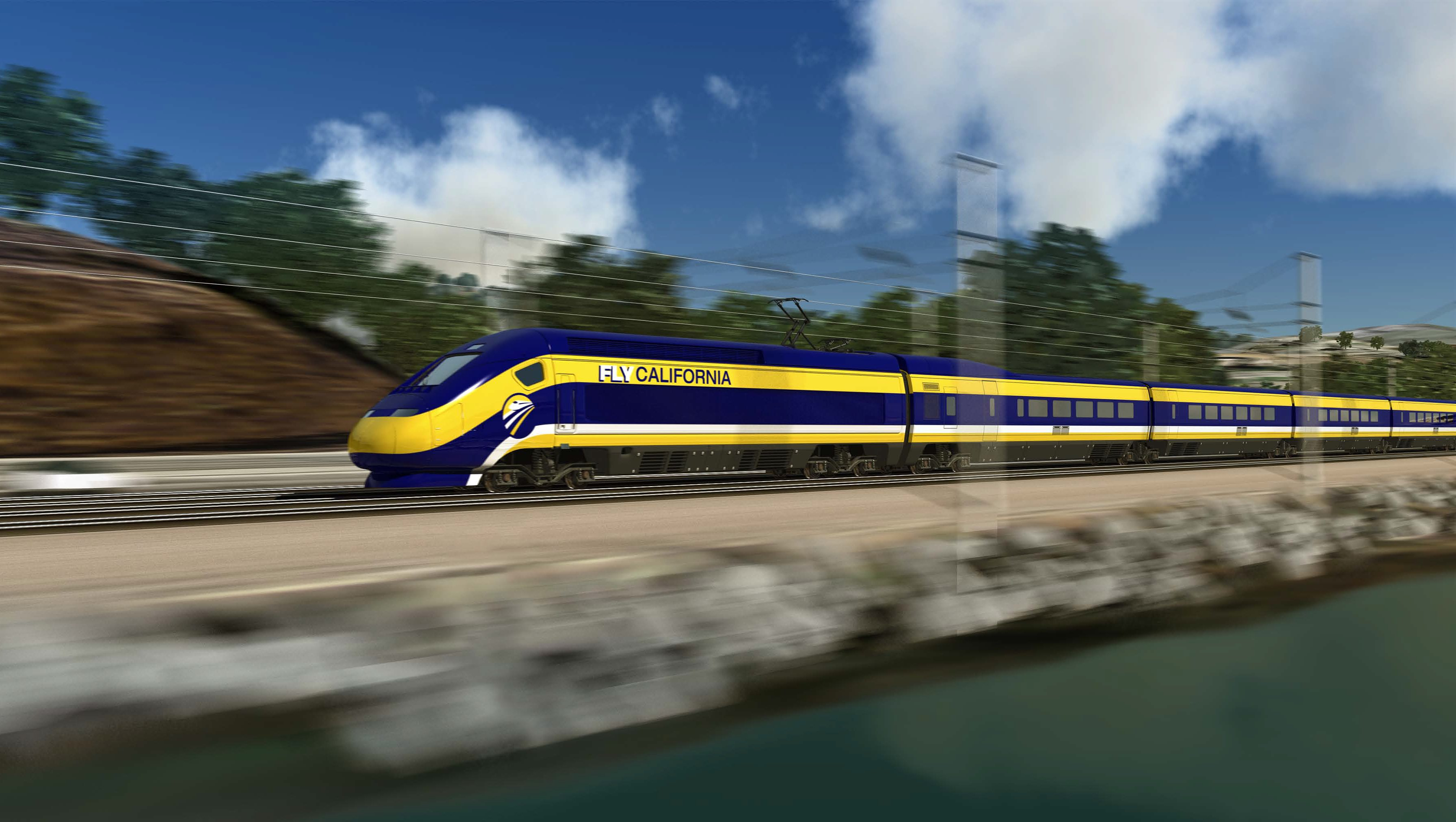
Digitale animatie van een trein van de voorgestelde California High-Speed Rail.

California High-Speed Rail (CAHSR) is een hogesnelheidsspoornet in aanbouw in de Amerikaanse staat Californië. Op de eerste sectie, tussen Merced en Bakersfield, begon de constructie in 2015 en moet de treindienst in 2030 in bedrijf genomen worden. Later, na voltooiing van de volledige eerste fase, zullen passagiers op 2 uur en 40 minuten tijd van San Francisco naar Anaheim (bij Los Angeles) kunnen reizen. Een tweede fase omvat een uitbreiding naar Sacramento en een naar San Diego. 
Het project wordt beheerd door de California High-Speed Rail Authority (CHSRA), een agentschap van de staat Californië.
De hogesnelheidstreinen zullen voor een belangrijk deel rijden op nieuw aangelegde sporen die niet gedeeld worden met andere treinen. De maximale snelheid zal 350 kilometer per uur bedragen.

## Geschiedenis
Op 4 november 2008 keurden de Californische kiezers het voorstel tot aanvang van een hogesnelheidstreinsysteem goed.
In 2010 en 2011 schonk de federale overheid 6,25 miljard dollar aan Californië voor de bouw.
Op 6 juli 2012 keurde het staatsparlement de constructie van de eerste fase goed. Gouverneur Jerry Brown ondertekende het voorstel op 18 juli. Een deel van het budget zal besteed worden aan de bouw van een spoorweg tussen Madera en Bakersfield van zo'n 210 km. Daarnaast zullen bestaande spoorwegen voor forensentreinen, zoals Caltrain en Metrolink, verbeterd worden. Door in te zetten op zowel nieuwe spoorwegen als verbeterde bestaande netten hoopt Californië de kost van het project te drukken.
In 2014 besliste de staat om een kwart van de inkomsten uit cap and trade-fondsen aan het project te besteden.

## Planning, route en stations

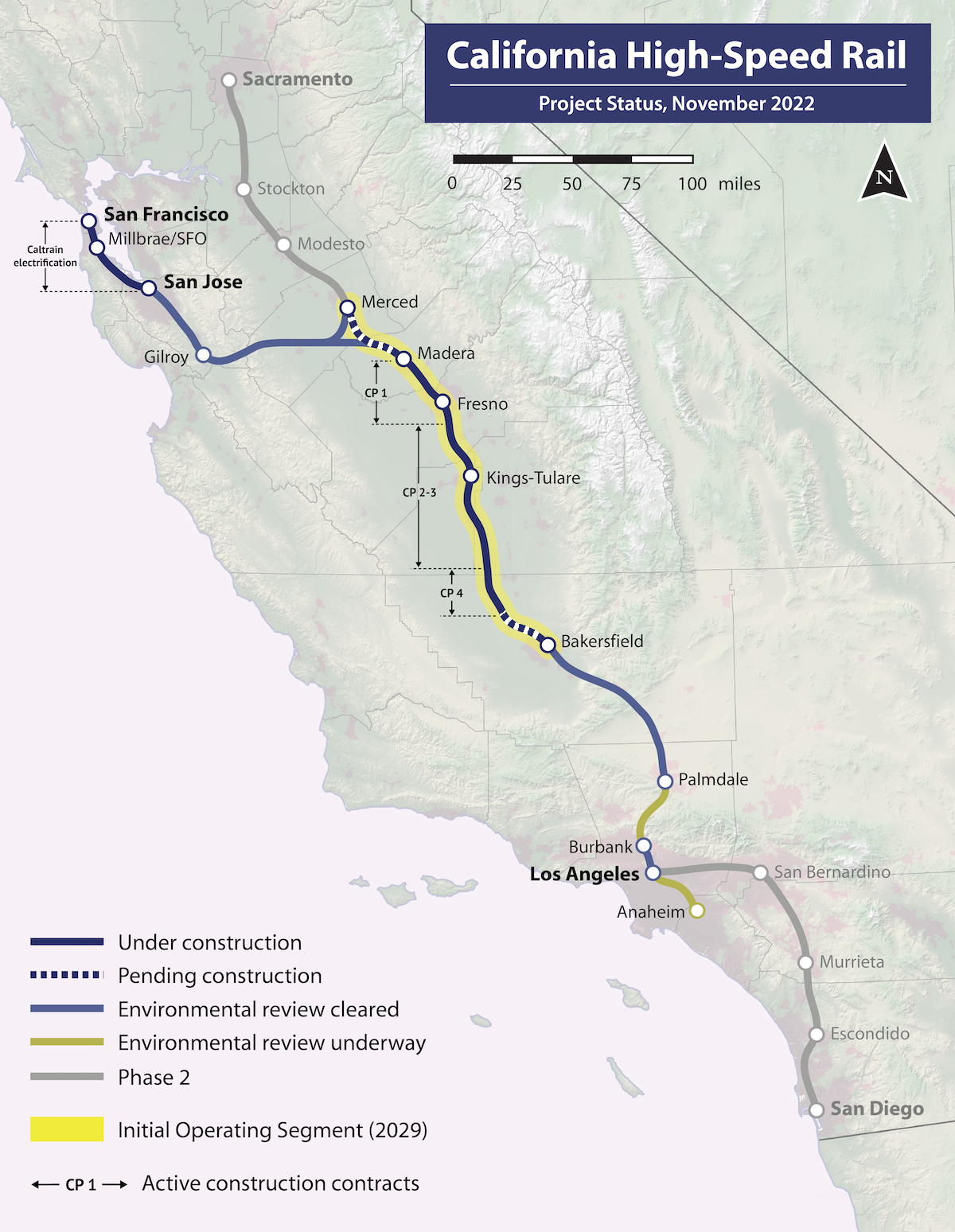
Projectplan van maart 2023 met de aanbestede bouwdelen in de Central Valley, met in het geel de eerste inbedrijfstelling (iOS), gepland voor eind 2030.

Het project heeft tot doel de belangrijke grootstedelijke gebieden van Californië met elkaar te verbinden, en daar aan te sluiten op de regionale treinen. Het zal in twee grote fasen worden gebouwd.

### Fase 1
Fase 1 moet San Francisco en de Bay Area doorheen de San Joaquin Valley (het zuidelijke deel van de Central Valley) verbinden met Anaheim in de Greater Los Angeles Area, een afstand van ongeveer 800 km.
Deze lijn kreeg in juni 2024 voor het volledige traject tussen de stadscentra van San Francisco en Los Angeles een goedkeuring (environmental clearance). Datzelfde jaar was einddatum 2033 gepland voor de volledige fase 1, en de geplande kost was 106 tot mogelijk 128 miljard dollar.

#### Initial Operating Segment
Van deze eerste fase richt de CHSRA zich op het in werking stellen van een eerste dienst (Interim IOS, Initial Operating Segment) in de Central Valley, tussen Merced en Bakersfield, tegen 2030. De werken zijn aan de gang tussen Fresno en Bakersfield, een traject van 275 km (171 mijl), verdeeld in 3 contructiepakketten met 5 stations:
- Fresno
- Kings/Tulare
- Corcoran
- Wasco
- Bakersfield

#### Route van de Central Valley naar San Francisco
CHSRA bereidt ook de volgende stap van fase 1 voor, namelijk de aanleg van een verbinding naar de bestaande gemengde spoorlijn van Caltrain, tot in San Francisco. Deze verlenging naar San Jose en San Francisco telt 255 km (159 mijl).
In april 2022 keurde ze het laatste traject in het gedeelte van San Jose naar Merced goed. Deze lijn (alternatief 4) maakt gebruik van de bestaande goederenlijn van de Union Pacific Railroad (UPRR) van San Jose naar Gilroy. Daarvoor moet deze lijn geëlektrificeerd worden.
Ten oosten van Gilroy moet de lijn een zuivere hogesnelheidslijn worden met ongeveer 24 km aan tunnels onder de Pachecopas in de Diablo Range. De treinen zullen hier 350 km/h kunnen rijden, ook in de tunnels.
Anno 2024 is het gepland dat het ontwerp voor dit segment klaar is tegen 2028.

### Fase 2
In fase 2 moet het traject in de Central Valley verlengd worden naar het noorden tot Sacramento, en het traject van Los Angeles naar het zuiden, doorheen het Inland Empire, tot San Diego aan de zuidgrens van de VS, voor een totale systeemlengte van ongeveer 1.290 km.
Het aantal stations op de toekomstige lijn werd door Proposition 1a beperkt tot 24.

## Rollend materieel
Anno 2024 bereidt de HSRA de aankoop van 6 hogesnelheidstreinstellen voor, met een snelheid tot 350 km/h (220 mijl/h) en levering tegen 2030, waarvan er twee al vanaf 2028 zouden dienen voor testen. Alstom en Siemens zijn de twee leveranciers die in een eerste fase geselecteerd zijn.